# Districte electoral de Falset
El districte de Falset fou una circumscripció electoral del Congrés dels Diputats utilitzada en les eleccions generals espanyoles entre 1871 i 1876. Es tractava d'un districte uninominal, ja que només era representat per un sol diputat.
L'any 1878 es va aprovar una nova llei electoral que va fusionar els districtes de Falset, Reus i Tarragona en un districte plurinominal de 3 escons anomenat Tarragona-Reus-Falset.

## Àmbit geogràfic
El districte comprenia part del partit judicial de Falset i del de Reus i de Montblanc. El territori correspon a les comarques del Priorat i l'oest de la Conca de Barberà.

## Diputats electes
| Elecció | Elecció    | Diputat                          | Partit/Ideologia                    |
| ------- | ---------- | -------------------------------- | ----------------------------------- |
|         | 1871       | Estanislau Figueras i de Moragas | Partit Republicà Democràtic Federal |
|         | Abril 1872 | Marià Rius i Montaner            | Liberal                             |
|         | Agost 1872 | Joaquim Rius i Montaner          | Sense dades                         |
|         | 1873       | Agustí Sardà i Llaveria          | Partit Republicà Democràtic Federal |
|         | 1876       | Marià Rius i Montaner            | Liberal                             |

## Resultats electorals

### Dècada de 1870
| Eleccions generals del 20/01/1876 |                   |                       |        |      |
| Partit/Ideologia                  | Partit/Ideologia  | Candidat              | Vots   | %    |
|                                   | Liberal           | Marià Rius i Montaner | 4.216  | 78,8 |
|                                   | Altres            | Altres                | 1.132  | 21,2 |
| Total                             | Total             | Total                 | 5.348  | 100  |
| Cens/participació                 | Cens/participació | Cens/participació     | 11.036 | 48,5 |

| Eleccions generals del 10/05/1873 |                                     |                         |        |       |
| Partit/Ideologia                  | Partit/Ideologia                    | Candidat                | Vots   | %     |
|                                   | Partit Republicà Democràtic Federal | Agustí Sardà i Llaveria | 4.223  | 100,0 |
| Total                             | Total                               | Total                   | 4.223  | 100   |
| Cens/participació                 | Cens/participació                   | Cens/participació       | 11.036 | 38,3  |

| Eleccions generals del 24/08/1872 |                   |                         |        |      |
| Partit/Ideologia                  | Partit/Ideologia  | Candidat                | Vots   | %    |
|                                   | Sense dades       | Joaquim Rius i Montaner | 3.207  | 61,5 |
|                                   | Altres            | Altres                  | 2.011  | 38,5 |
| Total                             | Total             | Total                   | 5.218  | 100  |
| Cens/participació                 | Cens/participació | Cens/participació       | 10.113 | 51,6 |

| Eleccions generals del 03/04/1872 |                   |                       |        |      |
| Partit/Ideologia                  | Partit/Ideologia  | Candidat              | Vots   | %    |
|                                   | Liberal           | Marià Rius i Montaner | 3.556  | 51,2 |
|                                   | Altres            | Altres                | 3.384  | 48,8 |
| Total                             | Total             | Total                 | 6.940  | 100  |
| Cens/participació                 | Cens/participació | Cens/participació     | 10.371 | 66,9 |

| Eleccions generals del 08/03/1871 |                                     |                                  |       |      |
| Partit/Ideologia                  | Partit/Ideologia                    | Candidat                         | Vots  | %    |
|                                   | Partit Republicà Democràtic Federal | Estanislau Figueras i de Moragas | 4.141 | 57,8 |
|                                   | Altres                              | Altres                           | 3.021 | 42,2 |
| Total                             | Total                               | Total                            | 7.162 | 100  |